# Franck Dubosc
Franck Dubosc (Le Petit-Quevilly, 7 novembre 1963) è un attore, comico e regista francese.

## Biografia
Dopo l'infanzia in Normandia frequenta il Conservatorio regionale di Rouen dove getta le basi per il suo personaggio di avventuriero mitomane. Già dalla fine degli anni settanta inizia a partecipare a diversi film e programmi tv.
Oltre alla recitazione lavora per tre anni come assistente del mago Hugues Protat e come insegnante di espressione presso la scuola per giovani avvocati. Nel 1987 decide di attraversare la Manica e si trasferisce a Londra dove ottiene il ruolo di Patrice, seduttore francese nella serie tv di grande successo Coronation Street.
Tornato a Parigi, ottiene grande successo presso il "Café du Tresor" (dove lavora anche Élie Semoun) tanto che in breve tempo riesce, con il suo Stand-up comedy, a passare dai piccoli cabaret ai grandi teatri come l'Olympia.
Finalmente, grazie al film Camping (di cui è anche sceneggiatore), ottiene il suo più grande successo cinematografico che lo porta ad abbandonare i progetti televisivi per dedicarsi al grande schermo ed al teatro.
Partecipa a molti progetti come protagonista, non sempre ben accolti dal pubblico, ma viene chiamato anche in diverse commedie corali che riscuotono sempre un buon successo. Nel 2004 partecipa al film Il club delle promesse.
È inoltre la voce di Marlin nella versione francese dei film Disney Alla ricerca di Nemo e Alla ricerca di Dory.
Nel novembre 2018 è al centro di numerose polemiche sui social per aver dapprima appoggiato il movimento dei gilets jaunes, per poi cambiare opinione ritenendoli troppo violenti.

## Filmografia

### Attore

#### Cinema
- À nous les garçons, regia di Michel Lang (1985)
- Justice de flic, regia di Michel Gérard (1986)
- Les Gémeaux, regia di Philippe Sisbane - cortometraggio (1986)
- Des yeux couleur du temps, regia di Philippe Sisbane - cortometraggio (1990)
- De l'autre côté du parc, regia di Philippe Sisbane - cortometraggio (1991)
- Le Clone, regia di Fabio Conversi (1998)
- Les Parasites, regia di Philippe de Chauveron (1999)
- Trafic d'influence, regia di Dominique Farrugia (1999)
- Retroverso (Recto/Verso), regia di Jean-Marc Longval (1999)
- L'Homme de ma vie, regia di Stéphane Kurc (1999)
- Des amis de 20 ans, regia di Franck Tapiro - cortometraggio (1999)
- Il club delle promesse (Au secours, j'ai 30 ans!), regia di Marie-Anne Chazel (2004)
- Iznogoud, regia di Patrick Braoudé (2005)
- Camping, regia di Fabien Onteniente (2006)
- Asterix alle Olimpiadi (Astérix aux jeux olympiques), regia di Frédéric Forestier e Thomas Langmann (2008)
- Disco, regia di Fabien Onteniente (2008)
- Incognito, regia di Éric Lavaine (2009)
- Cinéman, regia di Yann Moix (2009)
- Camping 2, regia di Fabien Onteniente (2010)
- Le Marquis, regia di Dominique Farrugia (2011)
- Benvenuto a bordo (Bienvenue à bord), regia di Éric Lavaine (2011)
- 10 giorni d'oro (10 jours en or), regia di Nicolas Brossette (2012)
- Se sposti un posto a tavola (Plan de table), regia di Christelle Raynal (2012)
- Sammy 2 - La grande fuga (Sammy's avonturen 2), regia di Vincent Kesteloot e Ben Stassen (2012) - voce
- Dream Team (Les Seigneurs), regia di Olivier Dahan (2012)
- Boule & Bill, regia di Alexandre Charlot (2013)
- Fiston, regia di Pascal Bourdiaux (2014)
- Barbecue, regia di Éric Lavaine (2014)
- SMS, regia di Gabriel Julien-Laferrière (2014)
- Bis - Ritorno al passato (Bis), regia di Dominique Farrugia (2015)
- Pension complète, regia di Florent Emilio Siri (2015)
- I visitatori 3 - Liberté, egalité, fraternité (Les Visiteurs: La Révolution), regia di Jean-Marie Poiré (2016)
- Camping 3, regia di Fabien Onteniente (2016)
- Les Têtes de l'emploi, regia di Alexandre Charlot (2016)
- Due fidanzati per Juliette (L'embarras du choix), regia di Éric Lavaine (2017)
- Boule & Bill 2, regia di Pascal Bourdiaux (2017)
- All Inclusive, regia di Fabien Onteniente (2019)
- Toute ressemblance..., regia di Michel Denisot (2019)
- 10 jours sans maman, regia di Ludovic Bernard (2020)
- Indovina chi? (Le Sens de la famille), regia di Jean-Patrick Benes (2020)
- Connectés, regia di Romuald Boulanger (2020)
- Haters, regia di Stéphane Marelli (2021)
- Ducobu Président!, regia di Élie Semoun (2022)
- Plancha, regia di Éric Lavaine (2022)
- 10 jours encore sans maman, regia di Ludovic Bernard (2023)
- Nouveau départ, regia di Philippe Lefebvre (2023)
- Le Petit blond de la casbah, regia di Alexandre Arcady (2023)
- Noël Joyeux, regia di Clément Michel (2023)
- Lupi mannari (Loups-garous), regia di François Uzan (2024)

#### Televisione
- Félicien Grevèche – miniserie TV (1986)
- Coronation Street – serial TV, 7 episodi (1987-1988)
- L'asso della Manica (Bergerac) – serie TV, episodio 9x01 (1991)
- Histoires d'amour – serie TV, 1 episodio (1991)
- La Tête en l'air – serie TV, 12 episodi (1993)
- Les Yeux de Cécile, regia di Jean-Pierre Denis – film TV (1993)
- Highlander (Highlander: The Series) – serie TV, episodio 2x14 (1994)
- Honorin et l'enfant prodigue, regia di Jean Chapot – film TV (1994)
- Goal – serie TV, episodio 2x17 (1994)
- Les Cinq dernières minutes – serie TV, 1 episodio (1995)
- Sans cérémonie, regia di Michel Lang – film TV (1997)
- Nos jolies colonies de vacances, regia di Stéphane Kurc – film TV (2000)
- L'Homme qui voulait passer à la télé, regia di Amar Arhab e Fabrice Michelin – film TV (2005)
- La Famille Zappon, regia di Amar Arhab e Fabrice Michelin – film TV (2005)
- Franck Dubosc... Juste pour rire!, regia di Luc David – film TV (2007)
- Permission accordée, regia di Didier Froehly – film TV (2010)
- Peplum – serie TV, 4 episodi (2015)
- Les Beaux Malaises – miniserie TV (2016)
- Chiami il mio agente! (Dix pour cent) – serie TV, episodio 4x02 (2020)
- La Dernière partie, regia di Ludovic Colbeau-Justin – film TV (2021)
- 1H30 Max, regia di Léo Grandperret – film TV (2022)

### Attore e regista
- Tutti in piedi (Tout le monde debout) (2018)
- Rumba Therapy (Rumba la vie) (2022)

## Doppiatori italiani
- Francesco Prando in Se sposti un posto a tavola, Lupi mannari, Tutti in piedi
- Francesco Bulckaen in Asterix alle Olimpiadi
- Pino Insegno in Benvenuto a bordo
- Vittorio De Angelis in Dream Team
- Alberto Angrisano in Barbecue
- Sandro Acerbo in Bis - Ritorno al passato
- Stefano Benassi ne I Visitatori 3 - Liberté, egalité, fraternité
- Marco Mete in Indovina chi?